# Nathan Devers
Pour les articles homonymes, voir Devers et Naccache.
Nathan Devers, pseudonyme de Nathan Naccache, né le 8 décembre 1997, est un écrivain français.

## Biographie

### Origines
Il est le fils du neurologue Lionel Naccache, membre du Comité consultatif national d'éthique pour les sciences de la vie et de la santé, et d'une mère cadre dans le marketing. Après une enfance marquée par un judaïsme zélé, il s'en éloigne brutalement à la fin de l'adolescence pour entamer des études de philosophie.

### Études
Ancien élève de l'École normale israélite orientale puis de l’École normale supérieure (2016 L) et agrégé de philosophie (2020)[réf. nécessaire], il se dit particulièrement influencé par la pensée de Martin Heidegger et soutient en 2025 une thèse en philosophie sur le thème de l'énaction.

### Carrière
En 2014, après avoir vu la pièce Hotel Europe de Bernard-Henri Lévy, il prend contact avec lui, en devient proche, si bien que ce dernier le nomme, en 2018, éditeur de sa revue, La Règle du jeu.
Il publie en 2019 un premier essai intitulé Généalogie de la religion (aux Éditions du Cerf), puis successivement un roman et un essai : Ciel et terre en 2020,, chez Flammarion et Espace fumeur chez Grasset en 2021,. En 2022, il publie le roman Les Liens artificiels chez Albin Michel, un roman sur le thème du métavers, sélectionné pour le « Prix Goncourt des lycéens ». Dans Le Figaro Magazine, Frédéric Beigbeder juge le livre « captivant, terrifiant et burlesque ».
En 2021, il devient chroniqueur régulier de L'Heure des pros, émission animée par Pascal Praud sur CNews et, en 2022, de Vivement dimanche, animée par Michel Drucker, sur France 3.

## Publications
- Généalogie de la religion, Cerf, 2019, 252 p. (ISBN 978-2-2041-3399-9).
- Ciel et terre, Flammarion, 2020, 190 p. (ISBN 978-2-0815-0430-1).
- Espace fumeur, Grasset, 2021, 220 p. (ISBN 978-2-2468-2244-8).
- Les Liens artificiels, Albin Michel, 2022, 336 p. (ISBN 978-2-2264-7505-3).
- Penser contre soi-même, Albin Michel, 2024, 336 p. (ISBN 978-2-2264-8386-7).
- Surchauffe, Albin Michel, 2025, 336 p. (ISBN 978-2226-50382-4)